# Mashava Mine
Mashava Mine est une ville du Zimbabwe située dans la province de Masvingo, à 40 kilomètres à l'ouest de Masvingo. On y trouve trois mines : Gath's Mine, King Mine et Temeraire Mine. Sa population est estimée à 12 869 habitants en 2007.

## Source
- (en) Cet article est partiellement ou en totalité issu de l’article de Wikipédia en anglais intitulé « Mashava » (voir la liste des auteurs).